# Jesse Valdez
Jesus „Jesse“ Valdez (* 7. Dezember 1947 in Houston, Texas) ist ein ehemaliger US-amerikanischer Boxer mexikanischer Abstammung. Valdez war Bronzemedaillengewinner der Olympischen Spiele 1972.

## Karriere
Mit 16 Jahren gewann Valdez 1964 erstmals die nationale Meisterschaft im Weltergewicht (-67 kg). Im selben Jahr erreichte er auch das Finale des US-amerikanischen Auswahlturniers für die Olympischen Spiele 1964. Er verlor dieses jedoch gegen Maurice Frilot.
Nach diesen ersten Erfolgen ging Valdez zur United States Air Force und hatte dadurch wenig Zeit für seine Boxkarriere. Erst 1967 konnte er an den Panamerikanischen Spielen in Winnipeg teilnehmen, bei denen er eine Bronzemedaille gewann. Er verlor im Halbfinale gegen Mario Guilloti, Argentinien. Bei den Golden Gloves im selben Jahr gewann er die Goldmedaille  und bei den nationalen Meisterschaften im Jahr darauf die Silbermedaille.
1970 gewann Valdez im Halbmittelgewicht (-71 kg) die amerikanische Meisterschaft und im Jahr darauf die Militärweltmeisterschaften in Rotterdam. 1972 gewann Valdez die Golden Gloves und im US-amerikanischen Auswahlturnier für die Olympischen Spiele 1972 setzte er sich im Weltergewicht gegen Eddie Gregory durch und konnte so bei den Spielen in München starten. Hier erreichte er nach Siegen über Kolman Kalipe, Togo (5:0), Carlos Burga, Peru (4:1),  David Jackson, Uganda (4:1), und Anatoli Khohlow, Sowjetunion (5:0), das Halbfinale, welches er jedoch gegen den späteren Olympiasieger Emilio Correa Vaillant, Kuba (3:2), verlor und damit die olympische Bronzemedaille gewann.
Nach diesem Erfolg beendete Valdez seine Boxkarriere nach 231 Siegen und 13 Niederlagen und wurde Berufssoldat bei der Air Force.